# Списък с епизоди на „Шоуто на Шантавите рисунки“
Това е списъкът с епизоди на анимационния сериал „Шоуто на Шантавите рисунки“ с оригиналните дати на излъчване в САЩ и България. Епизодите, излъчени l САЩ са 26, в България са стигнали до номер 14, като 13-и не е излъчван. Сериалът се излъчва по нашата версия на канала Cartoon Network всеки четвъртък от 19:30.

## Сезон 1: 2011 – 2012
| Номер | Заглавие на епизода                                  | Заглавие на песента                                                     | Първо излъчване в САЩ | Първо излъчване в България |
| --- | ---------------------------------------------------- | ----------------------------------------------------------------------- | --------------------- | -------------------------- |
| 1 | Най-добри приятели                                   | „Печено сирене“ – Елмър Фъд                                             | 3 май 2011 г.         | 5 януари 2012 г.           |
| Дафи гледа реклама за шоу „Дружки“ и с Бъгс отиват да участват за награда – круиз. Бъгс, виждайки как губят заради Дафи, разбработва стратегия и тя проработва. Точно на последния въпрос, от когото се определя шампиона, патокът не се справя (заради любимата фраза на Бънни) и те губят. Накрая Бъгс е сърдит на Дафи, а патока му се реваншира, като се опитва да е истински приятел и го завежда на круиза, който загубиха. Всичко завършва катастрофално, защото Дафи не се справя като приятел. |                                                      |                                                                         |                       |                            |
| 2 | Само членове на клуба                                | „Аз съм марсианец“ – Марвин Марсианеца                                  | 10 май 2011 г.        | 12 януари 2012 г.          |
| Дафи успява да се промъкне в специалния клуб на страната, използвайки номера на един друг член. Той носи Бъгс като негов гост. Бънни среща Лола и двамата излизат на среща. Неочаквано Бъгс се озовава въвлечен в неизбежни досадни отношения, тъй като той установява, че тя е голяма досада. Бъгс се опитва са сложи край на връзката си по най-различни начини, но не успява. Скоро Бъгс се озовава сгоден за Лола, но в деня на сватбата тя най-накрая прекратява връзката, обявявайки, че тя е влюбена в Пепе (Сватбеният агент). Дафи се опитва да развесели Бъгс чрез пазаруване, за сметка на члена от клуба, за когото се представя патока. Но накрая се оказва, че този мистериозен номер принадлежи на бащата на Лола.             |                                                      |                                                                         |                       |                            |
| 3 | Затвора                                              | „Пак изтрещях“ – Йосемити Сам                                           | 17 май 2011 г.        | 19 януари 2012 г.          |
| Бъгс и Дафи са на ексурзия до Големия Каньон. Патока разглежда магазина, иска една кола в кенче, но си е забравил парите. Бъгс плаща вместо него и Дафи си изпива колата. Но той хвърля кенчето в каньона и го арестуват, заедно с приятеля му. На Бъгс му харесва в затвора, а Дък се чуди как ще оживее. Една година по-късно те излизат, Дафи хвърля кенче на улицата и пак го арестуват. |                                                      |                                                                         |                       |                            |
| 4 | Плановете на Йосемити Сам                            | „Кокошката“ – Хенри Уолк & Фогхорн Легхорн, с участието на Барнярд Доуг | 24 май 2011 г.        | 26 януари 2012 г.          |
| Йосемити се опитва да направи така, че да харчи ток, без да плаща за него. Измислената му инсталация работи със слънчева енергия и той се подиграва на Бънни и Дафи. Изведнъж се появява буря и Йосемити остава тотално без ток, за това той малко по малко моли съседите (Дък и Бъгс) за „дребни услуги“, като банята, телевизора, кухнята... Накрая той решава да остане у комшиите за постоянно, но за Дафи този живот е ужасен. Сякаш слънцето няма отново да изгрее никога. Дафи се кара на Йосемити и той си тръгва в дъжда. Бъгс обаче го поканва да влезе и Йосемити му благодари. Изведнъж изгрява дългоочакваното слънце и Йосемити наругава съседите и си тръгва. Слънцето обаче отново отстъпва мястото си на многодневната буря. |                                                      |                                                                         |                       |                            |
| 5 | Талантливо чудовище                                  |                                                                         | 31 май 2011 г.        | 2 февруари 2012 г.         |
| Дафи се опитва да помогне на Госъмър да не бъде толкова мразен в училището си. Гос решава да участва в училищната пиеса и Дък му помага. В същото време Бъгс се прочува само казвайки „Харесва ми“. Накрая Госъмър решава да пее и Дафи го разубеждава, че ще е като момиче, но Гос не отстъпва. Бъгс се появява на концерта, слуша изпълнението и казва „Харесва ми“. Така всички започват да харесват Талантливото чудовище. Накрая Дафи пуска терариум за скорпинои. |                                                      |                                                                         |                       |                            |
| 6 | Лъжец                                                | „Мъжага и половина“ – Фогхорн Легхорн                                   | 7 юни 2011 г.         | 9 февруари 2012 г.         |
| Класа на Дафи се събира след много години, но той не иска да отиде. Бъгс го насърчава и му помага да се промени. После осъзнава, че не бива да променя патока – нека си остане лъжец. Лъже всички на срещата. Бъгс си е поставил задачата да записва лъжите му, но това е невъзможно. Дали патока ще си остане Дафи Дънера за цял живот?? |                                                      |                                                                         |                       |                            |
| 7 | Каса Де Калма                                        | „Крадеца на сирене“ – Спиди Гонзалес                                    | 14 юни 2011 г.        | 1 март 2012 г.             |
| Бъгс и Дафи са на почивка, където срещат хубава актриса. Те се карат и бият за нея, но Бъгс винаги печели. Накрая Даф стои в подмладяващите бани твърде дълго и се превръща в бебе, което Бънни оставя на чичото на патока. |                                                      |                                                                         |                       |                            |
| 8 | Пучи – тазманийският дявол                           | „Роботска любов“ – Патока Дафи                                          | 21 юни 2011 г.        | 16 февруари 2012 г.        |
| |                                                      |                                                                         |                       |                            |
| 9 | Историята с Фогхорн Летхорн                          |                                                                         | 28 юни 2011 г.        | 23 февруари 2012 г.        |
| |                                                      |                                                                         |                       |                            |
| 10 | Историята с Айфеловата кула и благотворителния търг  |                                                                         | 5 юли 2011 г.         | 8 март 2012 г.             |
| Организиран е ергенски благотворителен търг, в който Бъгс е поканен от Порки. Дафи също взема участие. Лола плаща на търга за Бънни и така двамата се озовават в Париж, където се влюбват един в друг. Междувременно Даф е одобрен единствено от една стара дама. Тя му дава поръчка за почистване, но скоро старицата се увлича в разкази за миналото си. Над къщата на дамата се извисява истинската Айфелова кула, пред която Дък се снима. Бъгс и Лола също имат снимка от Айфеловата кула в Париж. |                                                      |                                                                         |                       |                            |
| 11 | Изобретатели                                         | „Влюбени сме“ – Бъгс Бъни & Лола                                        | 12 юли 2011 г.        | 15 март 2012 г.            |
| |                                                      |                                                                         |                       |                            |
| 12 | Двойна среща                                         | „Бъди мил“ – Катериците Мак и Тош, с участието на Марвин Марсианеца     | 19 юли 2011 г.        | 22 март 2012 г.            |
| |                                                      |                                                                         |                       |                            |
| 13 | Да спечелиш на боулинг или да не спечелиш на боулинг | „Жълтото птиче“ – Туити и Силвестър                                     | 26 юли 2011 г.        |                            |
| |                                                      |                                                                         |                       |                            |
| 14 | Крадецът на новинарски вестници                      | „Тазманийски дявол“ – Таз                                               | 23 август 2011 г.     | 29 март 2012 г.            |
| |                                                      |                                                                         |                       |                            |
| 15 |                                                      |                                                                         | 30 август 2011 г.     |                            |
| |                                                      |                                                                         |                       |                            |
| 16 |                                                      |                                                                         | 6 септември 2011 г.   |                            |
| |                                                      |                                                                         |                       |                            |
| 17 |                                                      |                                                                         | 13 септември 2011 г.  |                            |
| |                                                      |                                                                         |                       |                            |
| 18 |                                                      |                                                                         | 20 септември 2011 г.  |                            |
| |                                                      |                                                                         |                       |                            |
| 19 |                                                      |                                                                         | 25 октомври 2011 г.   |                            |
| |                                                      |                                                                         |                       |                            |
| 20 |                                                      |                                                                         | 1 ноември 2011 г.     |                            |
| |                                                      |                                                                         |                       |                            |
| 21 |                                                      |                                                                         | 8 ноември 2011 г.     |                            |
| |                                                      |                                                                         |                       |                            |
| 22 |                                                      |                                                                         | 15 ноември 2011 г.    |                            |
| |                                                      |                                                                         |                       |                            |
| 23 |                                                      |                                                                         | 22 ноември 2011 г.    |                            |
| |                                                      |                                                                         |                       |                            |
| 24 |                                                      |                                                                         | 24 януари 2012 г.     |                            |
| |                                                      |                                                                         |                       |                            |
| 25 |                                                      |                                                                         | 21 януари 2012 г.     |                            |
| |                                                      |                                                                         |                       |                            |
| 26 |                                                      |                                                                         | 7 февруари 2012 г.    |                            |
| |                                                      |                                                                         |                       |                            |